# 대운천
대운천(大雲川)은 울산광역시 울주군 온양읍의 다래밭골에서 발원하여 동쪽으로 국도 제14호선의 길과 비슷하게 흐르다가 회야강의 지류인 남창천으로 흘러드는 하천이다. 2007년 7월 울산환경운동연합은 이 강 바닥을 긁고 호안을 인위적으로 만들면서 이 하천의 계곡이 평범하게 변해버렸다고 설명했다. 계곡부는 울산12경에 포함된다.